# الحرية الدينية في الكاميرون
ينص دستور الكاميرون على حرية الاعتقاد، وقد احترمت الحكومة هذا الحق عمليًا بشكل عام. تساهم سياسة الحكومة في الممارسة الحرة عمومًا للمعتقدات. ولم ترد أي تقارير عن إساءة أو تمييز اجتماعيين بناءً على اعتقاد أو ممارسة دينيين. تتسم البلاد عمومًا بدرجة عالية من التسامح الديني.

## الديموغرافيا الدينية
تنشط المراكز الإسلامية والكنائس المسيحية بطوائفها المختلفة بحرية على امتداد البلاد، علمًا أن 70% من السكان مسيحيون و20% منهم مسلمون، على الأقل اسميًا، بينما يمارس الـ 10% الآخرون معتقدات دينية تقليدية أصلية. ينقسم عدد السكان المسيحيين بالتساوي تقريبًا بين الطائفتين الكاثوليكية والبروتستانتية. يتمركز المسيحيون بشكل رئيسي في المناطق الجنوبية والغربية، بينما يقطن المسلمون جميع المناطق بأعداد كبيرة. تُمارَس المعتقدات الدينية التقليدية الأصلية في المناطق الريفية على امتداد البلاد، ولكنها نادرًا ما تُمارَس علنًا في المدن.

## وضع الحرية الدينية

### الإطار القانوني والسياسي
ينص دستور الكاميرون على حرية الاعتقاد، وقد احترمت الحكومة هذا الحق عمليًا بشكل عام، وسعت بكل مستوياتها لحمايته بأكمله ولم تتسامح مع انتهاكه، سواء كان ذلك من قبل الحكومة ذاتها أو من أشخاص مستقلين، علمًا أن الكاميرون لم تتبنَّ دينًا رسميًا لها.
يُحتفى بالأيام المقدسة المسيحية والإسلامية على حد سواء كعطل رسمية في الكاميرون، بما يتضمن الجمعة العظيمة، وعيد الصعود، وانتقال العذراء، وعيد الميلاد لدى المسيحيين، وعيدَي الأضحى والفطر في نهاية رمضان لدى المسلمين.
يحكم قانون التجمعات الدينية العلاقات بين الحكومة والمجموعات الدينية. يجب أن توافق وزارة الإدارة الإقليمية واللامركزية على المجموعات الدينية وتسجلها حتى تتمكن من ممارسة معتقداتها قانونيًا. لم ترد أي تقارير عن رفض الحكومة تسجيل أي مجموعة، ولكن هذه العملية قد تستغرق عددًا من السنوات، علمًا أن نشاط المجموعات الدينية غير المعترف به رسميًا أمر مخالف للقانون، ولكن لم تتحدد أي عقوبات تخص ذلك. سُجّل تزايد ضمن المدن الرئيسية لمجموعات دينية يعتبرها قوادها فروعًا للطوائف البروتستانتية، ومع أن معظمها غير مسجل قانونيًا، فإنها جميعًا ناشطة بحرّية. تجدر الإشارة إلى أن الاعتراف الرسمي، رغم أنه لا يمنح أي مزايا ضريبية عامة، فإنه يسمح للمجموعات الدينية بتلقي عقارات وموروثات وهدايا معفية من الضرائب لتمارس نشاطاتها.
حتى تتمكن طائفة دينية من تسجيل نفسها، يجب أن تكون مؤهلة قانونيًا كتجمع ديني، ويتضمن تعريف هذا التجمع «أي مجموعة من أشخاص طبيعيين أو هيئات متحدة تتمثل دعوتها بالعبادة الإلهية»، أو «أي مجموعة من الأشخاص القاطنين للمجتمع بما يتوافق مع عقيدة دينية ما». ثم ترسل الطائفة ملفًا لوزارة الإدارة الإقليمية واللامركزية، ويجب أن يتضمن هذا الملف طلبًا للترخيص، ونسخة عن ميثاق المجموعة تشرح النشاطات المخطط لها، بالإضافة إلى أسماء ووظائف مسؤولي المجموعة، فيراجع الوزير الملف ويرسله للرئاسة مع توصية بقبوله أو رفضه. وعمومًا، يتّبع الرئيس توصية الوزير ويمنح الترخيص بمرسوم رئاسي، وقد تستغرق عملية القبول ما يصل لسبع سنوات.
تتضمن المجموعات الدينية الوحيدة ذات الترخيص المعلوم؛ المسيحية والإسلام والبهائية. حسب الإحصائيات الأخيرة لوزارة الإدارة الإقليمية واللامركزية (الصادرة عام 2002)، توجد 38 طائفة مسجلة رسميًا، معظمها مسيحية، وهناك أيضًا العديد من المجموعات الدينية الصغيرة غير المسجلة والناشطة بحرية. لا تسجل الحكومة المجموعة الدينية التقليدية الأصلية، مصرحة بأن ممارسة الدين التقليدي مسألة خاصة يعاينها أعضاء مجموعات معينة لقرابة أو عرق، أو سكان مناطق محددة.
تعمل وزارة الإدارة الإقليمية واللامركزية بشكل أساسي على حل الخلافات بين المجموعات الدينية المسجلة أو ضمنها على التحكم بأماكن العبادة أو المدارس أو العقارات الأخرى أو المسائل المالية، عوضًا عن كونها سلطة قضائية.
تحضر المجموعات التبشيرية وتنشط دون أي عائق. تتماثل متطلبات ترخيص المجموعات الأجنبية مع تلك الخاصة بالطوائف الدينية المحلية. من جهة أخرى، تُعتبر ممارسة السحر جريمة جنائية بموجب القانون الجزائي الوطني، ويُعاقب عليها بالسجن لمدة تتراوح بين سنتين وعشر سنوات.
يدير العديد من الطوائف الدينية مدارس ابتدائية وثانوية، وبينما ما يزال التعليم العالي تحت هيمنة مؤسسات الدولة، كانت المدارس الخاصة التابعة لطوائف دينية، بما فيها المدارس الكاثوليكية والبروتستانتية والقرآنية، من أفضل مدارس المرحلتين الابتدائية والثانوية لعدة سنوات. يكلف القانون وزارتي التعليم الأساسي والثانوي بضمان موافاة المدارس الخاصة التي تديرها مجموعات دينية للمعايير ذاتها للمدارس التي تديرها الدولة في ما يتعلق بالمنهاج والبنى التحتية وتدريب المدرسين. تُعد الإدارة الفرعية للتعليم ذي النظام الطائفي، والتابعة لإدارة التعليم الخاص، مسؤولة عن الرقابة على المدارس التابعة للمجموعات الدينية. يُعتبر الحضور في المدارس؛ سواء العامة، أو الخاصة أو الأبرشية، إلزاميًا خلال المرحلة الإعدادية. يقع كل من جامعة أفريقيا الوسطى الكاثوليكية (جامعة الكاميرون المسيحية) والجامعة الدولية السبتية في البلاد.
صدر عام 2000 قرار حكومي يطالب محطات البث الإذاعي التجارية المحتملة بإرسال طلب ترخيص ودفع رسم عند الموافقة عليه بالإضافة إلى رسم ترخيص سنوي. كانت الحكومة بطيئة في منح التراخيص، وكنتيجة لذلك، يوجد العديد من محطات الراديو غير المرخصة النشطة. استمرت محطتا راديو خاصتان دينيتان، إحداهما خمسينية والأخرى كاثوليكية، بالبث أثناء انتظار حصولهما على الترخيص الرسمي، وهو حال العديد من محطات الراديو الأخرى.
تعرض محطة التلفاز التي تديرها الدولة؛ شركة الكاميرون للإذاعة والتلفزيون، ساعتين من البرامج المسيحية صباح الأحد؛ ساعة منهما عادة للجموع الكاثوليكية وساعة أخرى للخدمات البروتستانية، وهناك ساعة بث مخصصة للإسلام مساء الجمعة. من جهة أخرى، يبث الراديو المدار من قبل الدولة خدمات دينية مسيحية وإسلامية بانتظام، وتبث كل من محطات الراديو والتلفاز الاحتفالات الدينية دوريًا في العطل الرسمية أو أثناء الفعاليات الوطنية. وفي بعض الأحيان، يعرض التلفاز الوطني الاحتفالات المسكونية بالمناسبات الرئيسية، كإحياء ذكرى حدث وطني.

### القيود على حرية الاعتقاد
ساهمات سياسات الحكومة وممارساتها في الممارسة الحرة عمومًا للمعتقد، أما ممارسة السحر، فهي جناية بموجب القانون الجزائي الوطني، وعادة ما يُعاقَب مرتكبوها فقط إذا ترافقت مع جناية أخرى مثل القتل. مع ذلك، لم ترد أي تقارير عن إدانة أحد بممارسة السحر في ظل هذا القانون، علمًا أن الحكومة تميز بين السحر والممارسات التقليدية الأصلية الدينية، فيعرّف القانون السحر بأنه محاولة الإيذاء باستخدام وسائل روحية، وهو يعتبر تفسيرًا شائعًا للإصابة بالأمراض.
لم ترد تقارير تشير إلى حبس أو احتجاز أشخاص دينيين في الكاميرون.

## الإساءة والتمييز المجتمعيين
لم ترد أي تقارير تشير إلى إساءة أو تمييز اجتماعيين اعتمادًا على اعتقاد أو ممارسة دينيين، ولكن بعض المجموعات الدينية قد أبلغت عن عدائية اجتماعية ضمن مناطقها، وقد استمرت هذه العدائية في المناطق الشمالية، وخاصة الريفية منها، من قبل المسلمين تجاه المسيحيين وأولئك الذين يمارسون معتقدات دينية تقليدية أصلية.
من جهة أخرى، تكاتف المسيحيون والمسلمون عندما حلّت كوارث طبيعية، أو لإحياء ذكرى أحداث وطنية، ونظموا احتفالات مسكونية للصلاة وتعزيز روح التسامح والسلام.